# Analcite
Analcite, analcita, analcima ou analcime (do grego clássico ἀναλκής analkis,  "fraco") é um mineral translucente de cor esbranquiçada a cinzenta, pertencente à classe dos tectossilicatos feldspatóides, constituído por silicato hidratado de sódio e alumínio, com a fórmula química NaAlSi2O6·H2O. Alguns dos iões de sódio são por vezes substituídos por iões de potássio ou de cálcio. Apresenta-se geralmente em cristais cúbicos e ico-tetraédicos, ocorrendo também em agregados granulares, terrosos e radiais.

## Descrição
A nalacite é um mineral secundário, em geral resultante da transformação da sodalite ou da nefelina, aparecendo em geral incorporado em rochas sedimentares alcalinas, em especial arenitos, embora seja também frequente em rochas vulcânicas como o basalto. 
Conhecida desde a antiguidade clássica, foi mencionada como mineral distinto somente no século XVIII pelo geólogo francês
Déodat Gratet de Dolomieu.
A analcite é um mineral de ocorrência frequente do qual existem jazidas na Escócia, Irlanda do Norte, Itália e nos Estados Unidos. Aparece com freuência em basaltos da Islândia.
Apesar de não se conhecerem utilizações económicas para a analcite, os seus melhores cristais, sobretudo os brancos e os rosados, são considerados importantes minerais para coleccionismo.